# Petaurista alborufus
Petaurista alborufus — вид гризунів родини вивіркових. Це дуже велика, темно-іржаво-червона, жовтувато-брунатна тварина, яка зустрічається в лісах на висотах 800–3500 метрів у Китаї та 1200–3750 м на Тайвані, хоча популяція Тайваню оцінена як окремий вид, Petaurista lena. Цілком імовірно, що ареал поширюється на М'янму; однак немає відомих зразків, зібраних із цеї країни.
Цей вид мешкає в густих гірських лісах, вапнякових скелях, а також на Тайвані в листяних (бажано) і хвойних лісах (Smith and Xie 2008). Вони ведуть нічний спосіб життя і гніздяться у високих дуплах дерев (Smith and Xie 2008).
Вони проводять дні, сплячи в дуплі дерев, а вночі вилазять на дерева, щоб добути їжу. Їх раціон складається в основному з горіхів і фруктів, але також включає листову рослинність, комах і їх личинки, можливо, яйця птахів. Цей вид може пересуватися між деревами, ковзаючи по повітрю до 400 метрів. Це досягається патагієм, шкірою, розкинутою між кінцівками.
Цей вид має низьку плодючість, з розміром виводку 1 чи 2 (Smith and Xie 2008).